# Шіркух-Махале
Шіркух-Махале (перс. شيركوه محله) — село в Ірані, у дегестані Малфеджан, в Центральному бахші, шагрестані Сіяхкаль остану Ґілян. За даними перепису 2006 року, його населення становило 72 особи, що проживали у складі 19 сімей.